# Thiel (cráter)
Thiel es un cráter de impacto perteneciente a la cara oculta de la Luna, situado al sur del cráter más grande Quetelet, y al noroeste de Charlier.
|  |

Es un cráter de borde afilado, aproximadamente circular, con un pequeño impacto en el sector noreste del borde exterior. Por lo demás, está relativamente libre de erosión por otros impactos, y el interior no está marcado por cráteres significativos. Las paredes internas son irregulares en algunos lugares, con apilamientos de materiales formando taludes en la base.

## Cráteres satélite

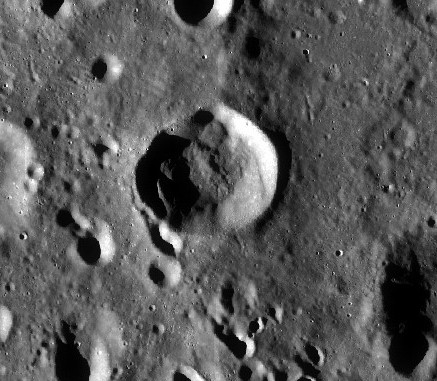
Fotografía de la misión Lunar Reconnaissance Orbiter

Por convención estos elementos son identificados en los mapas lunares poniendo la letra en el lado del punto medio del cráter que está más cercano a Thiel.
|       | \| Thiel \| Coordenadas \| Diámetro \| \| ----- \| ------------------------------- \| -------- \| \| T \| 40°24′N 136°36′O / 40.4, -136.6 \| 31 km \| |          |
| Thiel | Coordenadas | Diámetro |
| T     | 40°24′N 136°36′O / 40.4, -136.6 | 31 km    |